# Damien Monier
Damien Monier (Clermont-Ferrand, 27 de agosto de 1982) es un ciclista francés.

## Biografía
Damien Monier nació en Clermont Ferrand. Fue campeón de Francia en contrarreloj en categoría élite 2 en el año 2003. Pasó a profesional el año siguiente con el equipo Cofidis. En 2010, forma parte de la formación que su equipo elige para disputar el Giro de Italia al suplir a Tristan Valentin que causó baja dos días antes de la salida. Esta oportunidad le llevó a conseguir su primera victoria como profesional al ganar la 17.ª etapa del Giro de Italia gracias a una escapada.

## Palmarés

### Ruta
2003 (como amateur)
- 1 etapa del Tour de Saboya

2010
- 1 etapa del Giro de Italia

2014
- 1 etapa del Tour de Constantino

2016
- Tour de Guadalupe, más 1 etapa

2017
- 1 etapa del Tour de Kumano

### Pista
2004
- 3.º en el Campeonato de Francia de persecución

2005
- Campeonato de Francia de persecución

2008
- Campeonato de Francia de persecución

## Resultados en Grandes Vueltas
| Carrera | Carrera         | 2004 | 2005 | 2006 | 2007  | 2008  | 2009 | 2010 | 2011 | 2012 | 2013 | 2014 | 2015 | 2016 | 2017 | 2018 | 2019 | 2020 | 2021 | 2022 |
| ------- | --------------- | ---- | ---- | ---- | ----- | ----- | ---- | ---- | ---- | ---- | ---- | ---- | ---- | ---- | ---- | ---- | ---- | ---- | ---- | ---- |
|         | Giro de Italia  | —    | —    | —    | —     | 111.º | —    | 89.º | —    | —    | —    | —    | —    | —    | —    | —    | —    | —    | —    | —    |
|         | Tour de Francia | —    | —    | —    | —     | —     | —    | 71.º | —    | —    | —    | —    | —    | —    | —    | —    | —    | —    | —    | —    |
|         | Vuelta a España | —    | —    | —    | 129.º | —     | 65.º | —    | —    | —    | —    | —    | —    | —    | —    | —    | —    | —    | —    | —    |

—: no participa

Ab.: abandono